# 126249 Gabrielgraur
126249 Gabrielgraur este o planetă minoră (asteroid) din centura de asteroizi. A fost descoperită pe 9 ianuarie 2002 la  de . 
Obiectul prezintă o orbită caracterizată de o semiaxă mare de 2,4527204184641 UAi, o excentricitate de 0,22902033421656, o înclinație de 1,3732808301674 ° în raport cu ecliptica.